# Black metal norueguês

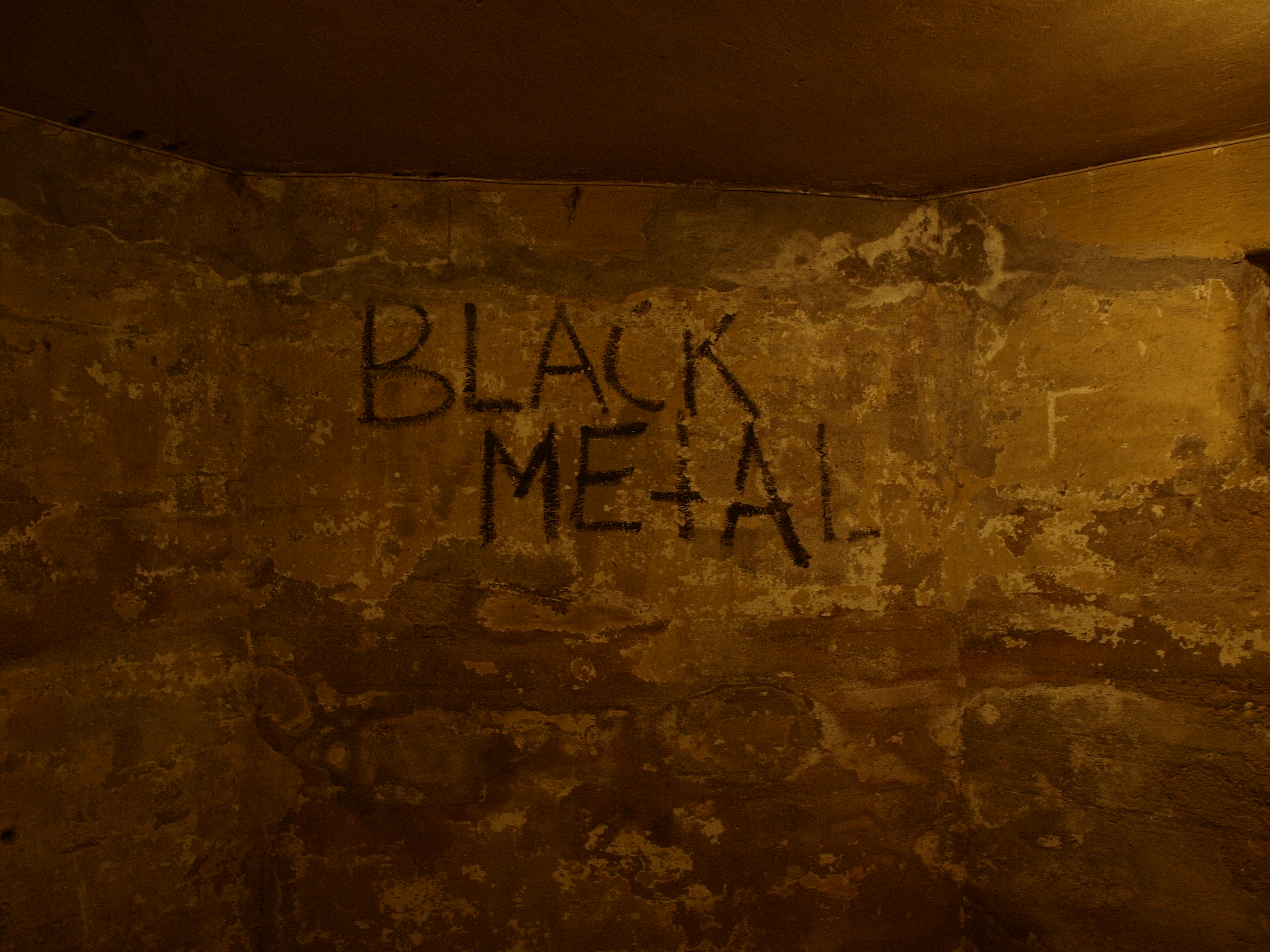
Porão da loja Helvete

A cena inicial do black metal norueguês foi um cenário musical e uma subcultura da Noruega no início dos anos 1990. É creditada a esse grupo a criação do black metal moderno e a produção de alguns dos mais aclamados e influentes artistas do metal extremo.
A cena atraiu massiva atenção da mídia quando foi revelado que seus membros seriam os responsáveis por dois assassinatos e uma onda de incêndios de igrejas norueguesas. O grupo tinha uma ideologia e um ethos e era como um culto, com os membros principais referindo a si mesmos como "The Black Circle" ou "Black Metal Inner Circle". Consistia primariamente em homens jovens, muitos deles abordados na loja de discos Helvete ("Inferno" em norueguês) em Oslo. Em entrevistas, eles declararam ter  visões extremamente anticristãs. Eles adotaram pseudônimos  e apareciam em fotografias usando corpse paint. A cena era exclusiva e criava uma barreira ao redor de si, incorporando apenas quem eles consideravam ser "puros" ou comprometidos. A integridade musical era altamente importante  e os artistas queriam que o black metal permanecesse underground e  imaculado.
Em agosto de 1993, vários de seus integrantes foram presos e em maio de 1994 foram condenados variadamente por incêndio, assassinato, assalto e posse de explosivos. Muitos não demonstraram remorso por suas ações. A mídia da Noruega cobriu os eventos de perto, mas as reportagens dos fatos eram corriqueiramente sensacionalistas. Como exemplo, um canal de TV norueguês entrevistou uma mulher que se declarou satanista e que havia sacrificado seu filho e matou seu cachorro. A cena inicial do black metal norueguês foi desde então retratada em livros, documentários e filmes.

## Inovações musicais
Durante a década de 1980, o black metal foi um variado agrupamento de bandas de metal que exibiam letras satânicas, ainda que a "primeira onda" de bandas normalmente usassem o satanismo com única intenção de chocar. Entre 1990–1992, inúmeros artistas noruegueses, que eram fortemente influenciados por essas bandas, começaram a tocar e lançar um novo tipo de black metal. O surto de interesse e popularidade que se seguiu é frequentemente referido como a "segundo onda do black metal". Os grupos noruegueses desenvolveram o estilo de seus antepassados dos anos  1980 como um distinto gênero do heavy metal. Isso foi em parte graças ao novo estilo de tocar guitarra desenvolvido por Snorre 'Blackthorn' Ruch do Stigma Diabolicum/Thorns e por Øystein 'Euronymous' Aarseth do Mayhem, no qual os guitarristas tocavam acordes completos usando todas as cordas da guitarra ao invés de power chords usando apenas duas ou três cordas. Gylve 'Fenriz' Nagell do Darkthrone creditou-lhes essa inovação em inúmeras entrevistas. Eles descreveu como sendo "uma derivação do Bathory" e notou que "esses tipos de riffs tornaram-se a nova norma para um monte de bandas nos anos 90".
Visualmente, os temas obscuros da música deles era complementado pelo corpse paint, que veio a ser um meio para os músicos de black metal se distinguirem de outras bandas de metal da época.

## O suicídio de Dead
Em 8 de Abril de 1991, o vocalista Dead (Per Yngve Ohlin) da banda Mayhem cometeu suicídio enquanto estava sozinho em uma casa que dividia com a banda. Músicos próximos descreveram Dead como esquisito, introvertido, depressivo e obcecado pela morte. Antes de entrar no palco ele gastava um bom tempo preparando seu corpse paint e até cortava seus braços enquanto cantava.
O corpo de Dead foi encontrado pelo guitarrista Euronymous, também do Mayhem. Ele foi encontrado com seus pulsos e gargata cortados e com um ferimento de espingarda na cabeça. Antes de chamar a polícia, Euronymous entrou em uma loja e comprou uma câmera descartável com a qual fotografou o corpo, após rearranjar alguns itens. Uma dessas fotografias seria usada como capa do bootleg ao vivo chamado Dawn of the Black Hearts. Necrobutcher  recorda-se  de como  Euronymous  contou a ele sobre o suicídio:
Øystein me chamou no dia seguinte... e disse: "Dead fez algo realmente legal! Ele se matou". Eu pensei, "você perdeu o juízo? Como assim fez algo legal?". Ele disse: "Relaxa, eu tirei fotos de tudo". Eu estava em choque e aflito. Ele estava somente pensando em como explorar isto. Então eu disse a ele: "OK. Nunca mais me chame antes de destruir estas fotos".

Euronymous usou o suicídio de Dead para gerar uma imagem "maligna" para o Mayhem e declarar que Dead se matou porque o black metal havia tornado-se muito "modinha" e comercial. Na época, surgiram boatos de que Euronymous teria feito um ensopado com pedações do cérebro de Dead e tinha feito colares com pedaços de seu crânio. Posteriormente a banda negou o primeiro boato, mas confirmaram que o último era verdade um tempo depois. Além disso, Euronymous afirmara que tinha dado estes colares a músicos que ele julgava dignos, o que foi confirmado por inúmeros membros da cena, como Bård 'Faust' Eithun e Metalion.
O baixista Necrobutcher especulou que pegar as fotografias e forçar os outros a verem era uma maneira de Euronymous lidar com o impacto de ver seu amigo morto. Ele alegou que Euronymous "entrou num mundo de fantasia". Necrobutcher também notou que "as pessoas começaram a ficar mais cientes da cena do black metal após Dead se matar... Eu acho que foi o suicídio dele que realmente mudou a cena". O baterista Faust do Emperor acredita que foi o suicídio de Dead "marcou o ponto no qual, sob a direção de Euronymous, o black metal iniciou sua obsessão com toda aquela coisa satânica e obscura."  Kjetil Manheim  afirma que, após o suicídio, Euronymous  "tentou ser tão extremo quanto ele falava". As ações de Euronymous causaram um atrito entre ele e alguns de seus amigos,  os quais reprovaram sua atitude correlativas à morte de Dead antes e depois do ocorrido. Necrobutcher terminou sua amizade com Euronymous em tal ponto. Desse modo, o Mayhem tinha ficado apenas com dois membros: Euronymous na guitarra e Hellhammer na bateria. Stian 'Occultus' Johannsen foi recrutado como  novo baixista e vocalista. Entretanto, ele permaneceu pouco tempo no grupo: ele saiu da banda após recebeu uma ameaça de morte vinda de Euronymous.
Outros dois membros da cena cometeriam suicídio: Erik 'Grim' Brødreskift (ex- Immortal, Borknagar, Gorgoroth) em 1999 e Espen 'Storm' Andersen (ex- Strid) em 2001.

## Helvete e Black Circle
O guitarrista do Mayhem, Euronymous, foi "a figura central envolvida na formação da cena do black metal norueguês", a qual ele "praticamente fundou sozinho". Entre maio/junho de 1991 ele abriu uma loja de discos chamada Helvete (norueguês para "inferno"). A loja ficava no portão 56 em Schweigaards, Oslo. Os músicos do black metal norueguês frequentemente se reuniam na loja e no porão dela. O grupo se resumia em membros do Mayhem, membros do Emperor, Varg 'Count Grishnackh' Vikernes do Burzum, e Snorre 'Blackthorn' Ruch do Thorns. Euronymous  também formou uma gravadora independente chamada Deathlike Silence Productions, que tinha como base a Helvete. Foram lançados por ela álbuns das bandas norueguesas Mayhem e Burzum, e das suecas Merciless e Abruptum. Euronymous, Varg, e o guitarrista do Emperor, Tomas 'Samoth' Haugen, viveram na loja em diversos momentos. O baterista do Emperor, Bård 'Faust' Eithun, também habitou e trabalhou ali. As paredes da loja eram  pintadas de preto e ornamentadas com armas medievais, pôsteres de bandas, e vinis coloridos, enquanto a janela era realçada com poliestireno de jazigo.
De acordo com Stian 'Occultus' Johannsen, o espaço que Euronymous alugou "era muito grande e o aluguel era bem caro". Essa é a razão pela qual não deu tão certo. Apenas uma pequena parte da construção foi usada como loja propriamente dita. Euronymous fecharia a Helvete no início de 1993 quando ela começou a chamar a atenção da polícia e da mídia. Mesmo assim, durante o tempo em que esteve aberta veio a ser o ponto principal do cenário do black metal norueguês. Daniel Ekeroth escreveu em 2008:
Dentro de poucos meses  [da abertura da Helvete], muitos músicos jovens  ficaram obcecados com Euronymous e sua ideias, e logo um monte de bandas de death metal norueguesas transformaram-se em bandas de black metal: o Amputation tornou-se Immortal; o Thou Shalt Suffer tornou-se Emperor; e o Darkthrone trocou o seu death metal "sueco" por um black metal primitivo. Mais notoriamente, o guitarrista Varg Vikernes do Old Funeral havia saído do grupo para dar origem à sua própria criação, o Burzum.
Aqueles que eram acolhidos na Helvete foram referidos como parte do "Black Circle" ou "Black Metal Inner Circle". Faust diz que o nome foi inventado por Euronymous. Na época, algumas mídias implicaram que o "Black Circle" era um grupo oculto e organizado. No livro Lords of Chaos, Faust afirmou que a mídia fez aparentar ser mais organizado do que era:
Era apenas um nome inventado  para pessoas que vagavam ao redor da loja […]  não havia nada como associados ou cartões de sócio ou encontros oficiais.
Em sua resenha para o Lucifer Rising, Varg Vikernes afirma:
Em primeiro lugar, o famigerado 'Black Circle' era algo que  Euronymous criou porque ele queria fazer com que mais pessoas acreditassem que havia algo, mas era sem sentido e de fato nunca existiu. A imprensa, pelo outro lado, acreditou por um tempo que houvesse, mas logo parou de falar quando perceberam que era um boato.

### Ideologia
O cena se opunha ao cristianismo e religiões organizadas em geral. Em entrevistas durante o início dos ano 1990, Euronymous e outros membros da cena se apresentaram como adoradores do Diabo misantropos que queriam espalhar o ódio, a tristeza e o mal. Eles atacaram a Igreja de Satã por ser muito "humana". O Satanismo Teísta que eles expuseram era uma inversão do cristianismo. Euronymous  era a figura-chave por trás da ideologia. Ele professou ser a favor do totalitarismo e contra o individualismo, a compaixão, a paz, a felicidade e a diversão. Quando questionado por quê tais declarações foram feitas para a imprensa, Ihsahn do Emperor disse: "Eu acho que em grande parte era para criar medo entre as pessoas". Ele completou dizendo que a cena "queria ser uma oposição à sociedade" e "tentou concentrar em apenas ser 'mal' do que ter uma filosofia satânica real".
Vikernes afirma que a razão deles de autoproclamarem "malignos" era para provocar. De acordo com o livro Lords of Chaos, muitos que conheciam Euronymous diziam que "a imagem extremista satânica que ele projetava, de fato, era somente uma projeção que tinha pouca semelhança com a sua verdadeira personalidade".  Kjetil Manheim, Vikernes e Blackthorn (os dois últimos foram condenados por assassiná-lo) eram alguns destes. Faust declara que com Euronymous, "havia muito fumaça mas pouco fogo". Mortiis, de qualquer forma, diz que Euronymous "era como um adorador do diabo, você não acreditaria", e Metalion (que conhecia Euronymous desde 1985 e considerava-o como seu melhor amigo) falou que o guitarrista norueguês "estava sempre contando o que ele pensava [...] cultuando a morte e sendo extremo".Assim como para os outros membros da cena, Sanna Fridh disse que não havia evidência para sustentar as reivindicações de serem adoradores do diabo, e Leif A. Lier, que liderou a investigação da polícia após a morte de Euronymous, afirma que ele e seus homens não conheceram nenhum satanista. Faust diz que "Para algumas pessoas [o Satanismo] era a algo realmente sério, mas para muitos deles era apenas uma brincadeira".
Em retrospectiva, Metalion escreveu: "No passado, pessoas simplesmente escreviam sobre Satã, mas agora elas interpretavam-no. Acredito que talvez não fosse totalmente satanismo em si, mas definitivamente havia uma influência sobre sua música e estilo de vida. Certamente era mais destrutivo do que o metal já havia sido no passado". Tenebris do Misanthropic Luciferian Order (uma ordem satânica sueca) escreveu que a cena norueguesa "foi muito importante enquanto durou". Naquela época, em 1991, as coisas eram focadas apenas no black metal e no satanismo ideológico (não havia muita prática do satanismo, mas enfim...) [...] Rapidamente cresceu tornando-se uma espécie de exército do black metal  [...] que tinha como figura central Euronymous e a sua loja.  Por consequência, a coisa toda sumiu com a morte dele em 1993. Tristemente, muitas pessoas envolvidas na época traíram seus ideais e perderam o interesse quando as coisas desmoronaram.  É como se tudo não tivesse passado de uma moda passageira.
No tocante ao termo 'black metal', Euronymous dizia que se aplicava para qualquer banda de heavy metal  que fosse adepta do satanismo teísta e escrevesse letras satânicas. Essas ideias foram repetidas por outros membros da cena, como Faust. Na época, bandas com um estilo similar ao black metal norueguês, mas sem as letras satânicas, tendiam a usar outros termos para a sua música.

## Incêndios a igrejas
Em 1992, membros da cena do black metal norueguês iniciaram uma onda de incêndios a igrejas cristãs. Até 1996, houve ao menos 50 atos na Noruega; em cada caso solucionado, os responsáveis eram blackmetallers. Algumas das construções tinham centenas de anos de idade e eram patrimônios históricos importantes. A primeira foi a igreja de madeira de Fantoft da Noruega, a qual foi totalmente queimada em junho de 1992. A polícia acredita que Varg Vikernes do Burzum foi o responsável. A capa do EP Aske ("cinzas") do Burzum é uma fotografia da igreja destruída. Em maio de 1994, ele encontrava-se culpado por queimar a capela Holmenkollen e as igrejas Skjold e Åsane. Para coincidir com o lançamento do álbum De Mysteriis Dom Sathanas do Mayhem, Vikernes e Euronymous teriam supostamente planejado bombardear a catedral Nidaros, a qual aparece na capa do disco em questão. Os músicos Samoth, Faust e Jørn Inge Tunsberg também foram condenados por incêndio a igrejas.
Aqueles condenados por queimar igrejas não mostraram remorso e descreveram suas ações como retaliações simbólicas contra o cristianismo na Noruega. O baterista Hellhammer do Mayhem disse que foi chamado para ataques em mesquitas e templos Hindu, baseado no fato desses serem mais estrangeiros. Hoje, o assunto sobre a queima de igrejas divide opiniões dentro da comunidade black metal. Muitos, como Infernus e Gaahl do Gorgoroth, elogiaram os incêndios de igrejas, com o último afirmando "deveria ter havido mais atos do tipo, e haverá mais". Outros, como Necrobutcher e Kjetil Manheim do Mayhem, vieram a situação como uma coisa fútil, sendo que o último declarou que "muitos dos incêndios foram apenas pessoas tentando ganhar aceitação dentro da cena do black metal".
Lista parcial das igrejas que foram atacadas:
1992

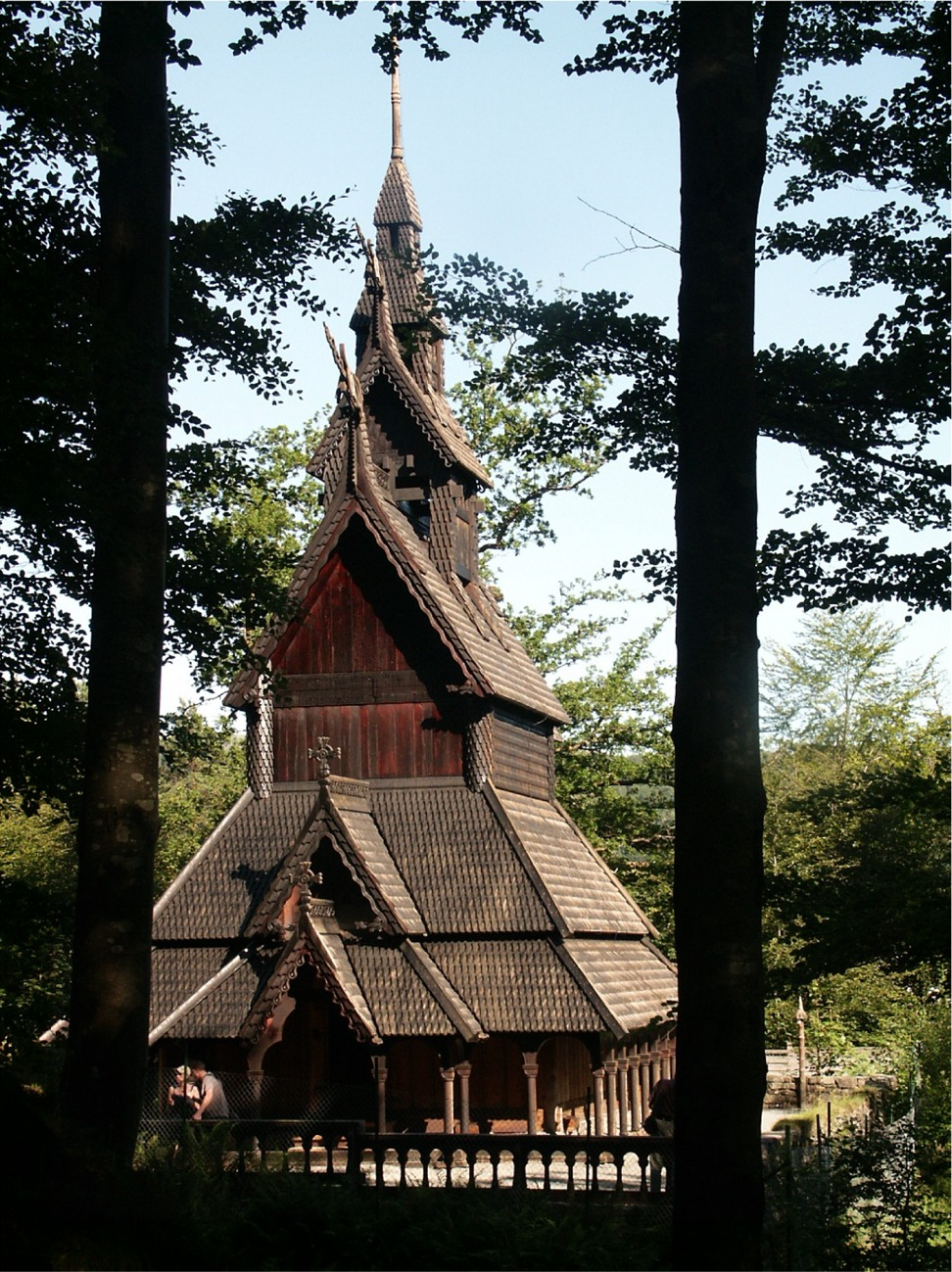
A igreja de Fantoft, em Bergen

- 23 de Maio Igreja Storetvedt em Bergen[57]
- 6 de Junho Igreja de madeira de Fantoft em Bergen[57] – Varg Vikernes é suspeito deste, mas não foi  condenado.[57]
- 1 de Agosto Igreja Revheim em Stavanger[57]
- 21 de Agosto Capela Holmenkollen em Oslo[57] – Varg Vikernes e Faust foram condenados por este; Euronymous também participou, mas foi assassinado em 1993.[5][8][58]
- 1 de Setembro Igreja Ormøya Church em Oslo[57]
- 13 de Setembro Igreja em Skjold, Vindafjord[57] – Varg Vikernes e Samoth foram condenados por este.
- 3 de Outubro Igreja Hauketo Church em Oslo[55]
- 24 de Dezembro Igreja em Åsane, Bergen[1] – Varg Vikernes e Jørn Inge Tunsberg foram condenados por este.[1]
- 25 de Dezembro Igreja Metodista em Sarpsborg[1] – um bombeiro foi morto enquanto tentava apagar o fogo.[1]

1993
- 7 de Fevereiro Igreja Lundby em Gotemburgo, Suécia[59]

1994
- 13 de Março Igreja em Sund[60]
- 27 de Março Igreja Seegård em Snertingdal[60]
- 16 de Maio Igreja de madeira em Gol[60]
- 17 de Maio Capela Åmodt Chapel em Buskerud[60]
- 4 de Junho Igreja Frogn em Drøbak[60]
- 19 de Junho Igreja Heni Church em Gjerdrum[60]
- 7 de Julho Igreja em Jeløya[60]
- 21 de Julho Igreja em Odda[60]
- 13 de Agosto Capela Loop em Meldal[60]
- 10 de Dezembro Igreja em Åkra[60]
- 22 de Dezembro Igreja em Askim[60]
- 26 de Dezembro Igreja Klemestrud[60]

1995
- 13 de Maio Lord Church em Telemark[61]
- 25 de Maio Igreja Såner em Vestby[61]
- 14 de Junho Igreja Moe Church em Sandefjord[61]
- 21 de Julho Igreja em Eidanger[61]
- 3 de Setembro Igreja Vågsbygd em Oddernes[61]
- 3 de Novembro Igreja Innset em Rennebu[61]

## Assassinato de Magne Andreassen
Em 21 de agosto de 1992, Bård 'Faust' Eithun esfaqueou até a morte um homem gay chamado  Magne Andreassen, em uma floresta nos arredores de Lillehammer. Em 1994, ele foi sentenciado a cumprir 14 anos na prisão, mas foi liberado em 2003 após ficar nove anos e quatro meses na cadeia.

## Artigo doBergens Tidende
Em janeiro de 1993, um artigo de um dos maiores jornais impressos da Noruega, o Bergens Tidende (BT), trouxe a cena do black metal para os holofotes da mídia. Dois amigos de Vikernes entrevistaram-o e levaram a entrevista até o jornal, esperando que ela fosse impressa. Na entrevista anônima, 'Count Grishnackh' (Vikernes) declarou que queimou as igrejas e matou um homem em Lillehammer. O jornalista  Finn Bjørn Tønder  do BT  marcou um encontro com 'Count Grishnackh'. Os jornalistas foram convocados para um apartamento e, supostamente, foram avisados que seriam expulsos se a polícia fosse acionada. Assim, Vikernes e seus  companheiros  disseram aos jornalistas que eles haviam queimado as igrejas, ou que sabiam quem tinham feito isso, e avisaram que os ataques continuariam. Eles afirmaram serem adoradores do Diabo e disseram: "Nossa intenção é espalhar o medo e o mal  […]   e é por isso que estamos dizendo isso ao Bergens Tidende". Eles contaram aos jornalistas detalhes sobre os incêndios  que ainda não haviam sido divulgados para a imprensa e então o BT contou para a polícia antes de publicar a matéria, que confirmou esses detalhes. O artigo foi publicado em 20 de janeiro  na página principal  do BT. A manchete dizia "Vi tente på kirkene" ("nós queimamos as igrejas") e incluía uma foto de Vikernes, com a maior parte de sua face escondida e segurando longas facas. Entretanto, na hora que o artigo foi imprimido, Vikernes já havia sido preso. A polícia supostamente encontrou-o indo até o endereço que estava escrito num panfleto do Burzum, embora Vikernes acredite que Tønder o entregou.
De acordo com Vikernes, a entrevista anônima foi planejada por ele e Euronymous  com intento de espalhar o medo, promovendo  o black metal e atraindo consumidores para a Helvete. Vikernes afirmou sobre a entrevista: "Eu exagerei bastante e quando o jornalista saiu nós começaram a dar risada, porque ele não tinha percebido que eu estava enganando-o". Ele adicionou que a entrevista não revelou nada que pudesse comprovar seu envolvimento em qualquer crime. Vikernes ainda declarou que, depois de ser preso, "o jornalista modificou a entrevista e publicou uma versão insana dela no dia seguinte, sem nem me deixar lê-la". Alguns dos outros membros da cena também foram presos e interrogados, mas todos foram liberados por falta de evidência.
Euronymous decidiu fechar a Helvete  quando começou a atrair a atenção da polícia e da mídia. Vikernes condenou  Euronymous por fechar a o loja ao invés de tirar proveito da publicidade: "tomando essa atitude ele tornou inútil todo o meu esforço. Eu passei seis semanas em custódia por causa disso".
A revista norueguesa Rock Furore publicou uma entrevista com Vikernes em fevereiro de 1993, Nela, ele falou sobre o sistema penitenciário: "É muito legal aqui. Não é de todo mal. Nesse país os prisioneiros tem uma cama, banheiro e banho. É completamente ridículo. Eu pedi à polícia para me mandar para um calabouço de verdade, e também encorajei-os a usar violência". Ele foi liberado em março por falta de evidência.
Pouco tempo após este episódio, a polícia de Oslo despachou um grupo de bombeiros para Bergen, onde eles montaram uma sede improvisada no Hotel Norge. De acordo com o Lords of Chaos, citando um relatório da polícia, Vikernes bateu na porta deles e  "praticamente forçou-o a ir para a suíte". Ele estava "vestido com uma cota de malha, carregando duas facas grandes em seu cinto, e cercado de dois homens jovens que comportavam-se como se fossem seus guarda-costas ou capangas". Vikernes "afirmou que  ele estava farto de ser perseguido pelas autoridades, e que a investigação policial a cerca da cena do black metal tinha que parar".    Quando a polícia contou-o que ele não tinha mais nenhum mandato, Vikernes "deu um passo pra trás e levantou seu braço direito como numa saudação romana".

## O assassinato de Euronymous
Em 10 de agosto de 1993, Varg Vikernes e Snorre Ruch viajaram de Bergen até o apartamento de Euronymous em Tøyengata. O encontro resultou em uma discussão e, após um confronto, Varg esfaqueou-o até a morte. O corpo foi encontrado numa escada fora do apartamento. Vikernes foi preso em 19 de agosto de 1993 em Bergen. Ele recebeu em liberdade condicional em maio de  2009.
Após a morte de Euronymous e a prisão de inúmeros integrantes do Black Metal Inner Circle, este movimento se desfez. Ainda assim, as bandas do black metal norueguês continuaram suas carreiras, valendo destaque para o disco De Mysteriis Dom Sathanas do Mayhem, que foi lançado em 1994 contendo gravações tanto de Euronymous quanto de Varg Vikernes.

## Confrontos com outros grupos
Havia uma forte rivalidade entre as cenas do black metal norueguês e do death metal sueco. Fenriz e Tchort notaram que os músicos do black metal norueguês tinham  "fermentado toda a cena do death metal" e que  "death metal era mal visto em  Oslo" na época. Inúmeras vezes, Euronymous enviou ameaças de morte a alguns dos grupos de  death metal mais 'mainstream' na Europa. Supostamente, um grupo de fãs do black metal norueguês planejou sequestrar e matar músicos do  death metal sueco.
Também havia uma rivalidade entre bandas de black metal da Noruega e da Finlândia. O Impaled Nazarene imprimiu "Não aceitamos vendas para a Noruega" e "Kuolema Norjan kusipäille!" ('Morte aos imbecis da Noruega!') nas primeiras impressões do seu primeiro álbum e fez provocações e comentários ofensivos  em fanzines. Nuclear Holocausto, principal integrante do  Beherit, usou desta rixa para passar diversos trotes por telefone para Mika Luttinen (do Impaled Nazarene) nos quais ele ligaria na calada da noite e tocava poesias infantis em alta velocidade em gravações de fitas cassete. Na época, Luttinen guardou as mensagens e ameaças feitas por black metallers noruegueses. A banda finlandesa Black Crucifixion criticou o grupo norueguês  Darkthrone chamando-os de "modistas",  pelo fato do Darkthrone originalmente tocar death metal e então mudar de estilo para black metal.
Outras ameaças ocorreram contra grupos como Paradise Lost e Deicide. No caso do primeiro, o resultado foi a destruição do ônibus durante um tour do grupo a Oslo. No caso da segunda banda, durante um show em Estocolmo, uma bomba explodiu durante a apresentação do Therion, mas descobriu-se que o alvo era o Deicide.

## Lista de bandas
| Banda                | Fundação | Cidade                   |
| -------------------- | -------- | ------------------------ |
| Ancient              | 1992     | Eidsvåg, Nesset          |
| Arcturus             | 1987     | Oslo                     |
| Burzum               | 1991     | Bergen, Hordaland        |
| Carpathian Forest    | 1990     | Sandnes, Rogaland        |
| Darkthrone           | 1987     | Kolbotn, Oppegård        |
| Dimmu Borgir         | 1993     | Oslo                     |
| Emperor              | 1991     | Notodden, Telemark       |
| Enslaved             | 1991     | Haugesund, Rogaland      |
| Fimbulwinter         | 1992     | Oslo                     |
| Gorgoroth            | 1992     | Bergen, Hordaland        |
| Hades/Hades Almighty | 1992     | Bergen, Hordaland        |
| Ildjarn              | 1992     | Bø, Telemark             |
| Immortal             | 1989     | Bergen, Hordaland        |
| Mayhem               | 1984     | Oslo                     |
| Satyricon            | 1991     | Oslo                     |
| Thorns               | 1990     | Trondheim, Sør-Trøndelag |
| Ulver                | 1993     | Oslo                     |

## Lista de álbuns lançados
Os discos citados em negrito são álbuns completos. O restante são demos e compactos.
| Ano/Mês | Banda             | Título                                       |
| ------- | ----------------- | -------------------------------------------- |
| 1987-08 | Mayhem            | Deathcrush                                   |
| 1989-12 | Stigma Diabolicum | Luna De Nocturnus                            |
| 1990-03 | Stigma Diabolicum | Lacus De Luna                                |
| 1990-11 | Mayhem            | Live in Leipzig                              |
|         |                   | 1991                                         |
| 1991-?? | Mayhem            | "Freezing Moon" and "Carnage"                |
| 1991-05 | Burzum            | Burzum Demo I                                |
| 1991-06 | Thorns            | Grymyrk                                      |
| 1991-07 | Thou Shalt Suffer | Open the Mysteries of Your Creation          |
| 1991-07 | Enthrone          | Black Wings                                  |
| 1991-07 | Arcturus          | My Angel                                     |
| 1991-08 | Darkthrone        | A Blaze in the Northern Sky                  |
| 1991-09 | Burzum            | Burzum Demo II                               |
| 1991-10 | Immortal          | Immortal                                     |
| 1991-10 | Thou Shalt Suffer | Into the Woods of Belial                     |
| 1991-12 | Enslaved          | Nema                                         |
|         |                   | 1992                                         |
| 1992-02 | Ildjarn           | Unknown Truths                               |
| 1992-03 | Burzum            | Burzum                                       |
| 1992-04 | Burzum            | Det Som Engang Var                           |
| 1992-06 | Satyricon         | All Evil                                     |
| 1992-06 | Enslaved          | Yggdrasill                                   |
| 1992-06 | Darkthrone        | Under a Funeral Moon                         |
| 1992-07 | Immortal          | Diabolical Fullmoon Mysticism                |
| 1992-07 | Emperor           | Wrath of the Tyrant                          |
| 1992-08 | Burzum            | Aske                                         |
| 1992-09 | Carpathian Forest | Bloodlust and Perversion                     |
| 1992-09 | Burzum            | Hvis Lyset Tar Oss                           |
| 1992-12 | Fimbulwinter      | Fimbulwinter Demo                            |
| 1992-?? | Thorns            | Trøndertun                                   |
|         |                   | 1993                                         |
| 1993-01 | Ildjarn           | Ildjarn Demo                                 |
| 1993-03 | Burzum            | Filosofem                                    |
| 1993-03 | Satyricon         | The Forest Is My Throne                      |
| 1993-04 | Gorgoroth         | A Sorcery Written in Blood                   |
| 1993-05 | Ildjarn           | Norse                                        |
| 1993-06 | Hades Almighty    | Alone Walkyng                                |
| 1993-08 | Ancient           | Eerily Howling Winds                         |
| 1993-10 | Emperor           | Emperor                                      |
| 1993-10 | Enslaved          | Hordanes Land                                |
| 1993-11 | Immortal          | Pure Holocaust                               |
| 1993-11 | Ulver             | Vargnatt                                     |
| 1993-?? | Carpathian Forest | Journey through the Cold Moors of Svarttjern |
| 1993-?? | Dimmu Borgir      | Inn I Evighetens Mørke                       |

## Documentários
- Det Svarte Alvor (1994)
- Satan rir Media (Satan Rides the Media) (1998)
- Norsk Black Metal (2003)
- Metal: A Headbanger's Journey (2005)
- Black Metal: A Documentary (2006)
- Murder Music: A History of Black Metal (2007)
- Once Upon a Time in Norway (2008)
- Pure Fucking Mayhem (2008)
- Black Metal: The Norwegian Legacy (2008)
- Until The Light Takes Us (2009)[75]
- Black Metal: The Music of Satan (2010)